# 馬塔雷東達區

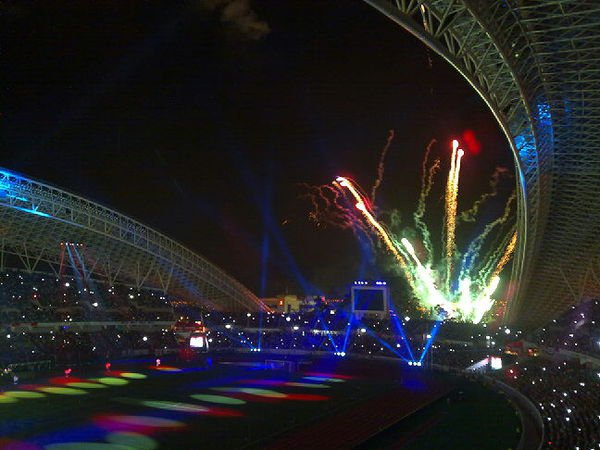

馬塔雷東達區（西班牙語：Mata Redonda），是哥斯達黎加的一個區，位於該國中部聖何塞省，始建於1848年12月7日，面積3.68平方公里，海拔高度1,125米，2011年人口8,313，人口密度每平方公里2,258.97人。